# Семенова (Далматовський район)
Семе́нова (рос. Семёнова) — присілок у складі Далматовського району Курганської області, Росія. Входить до складу Тамакульської сільської ради.
Населення — 25 осіб (2010, 42 у 2002).
Національний склад станом на 2002 рік: росіяни — 98 %.